# 境田昭造
境田 昭造（さかいだ しょうぞう、1927年4月6日 - 1991年9月9日）は、日本の漫画家である。日本漫画家協会会員。

## 略歴
東京都文京区本郷生まれ。駒込学園高等学校をへて、1950年、拓殖大学政経科卒業。
在学中から近藤日出造に師事して大人漫画家となり、1950年に漫画集団の同人となる。昭和30年代から40年代にかけて、独特のデフォルメのキャラクターを描いて一世を風靡。
「若手落語会」「東横落語会」などを主宰した湯浅喜久治と知人だったことから、若手落語家たちと友達同様に交流することになる。談志・円楽・志ん朝らとは若手時代からつきあいで、1969年からの柳朝・志ん朝の「二朝会」はプロデューサー的に関わった。
だが、ピストルの不法所持事件を起こし、また1964年に「新人女優との情事事件」がマスコミに取り上げられ、不眠症で飲んでいた精神安定剤の影響のため1966年に精神科に入院した。
8ヶ月の入院生活の後、退院しふたたび漫画家として活躍。しかし、1974年12月から奇病が発症（のち溶血性貧血と判明）、以降の7年間全く空白の時を過ごした。1982年5月漫画集「魔女の花束」を私家版で出版して復活。

## 著書
- ショック氏 : 拳銃図鑑 私家版 1961
- おとなのオモチャ 文芸春秋新社 1961
- 絵本 聖女の行進 私家版 1962
- 眼玉の女神　境田昭造漫画集　私家版 1963
- 絵本 神風小町 境田昭造漫画集 私家版 1964
- 現代ベラボウ紳士録 : 落語ウラ口入門 一水社 1965 (かもめ新書)
- 眼玉は行動する : 境田昭造漫画集  筑摩書房 1971
- 魔女の花束 私家版 1982
- 眼玉の四季 境田昭造漫画集 私家版 1982
- 魔女の花束 境田昭造漫画集私家版 1983
- 女神の欠伸 私家版 1984
- 快人噺家十五面相 新潮社 1984
- 天女の目眩 境田昭造漫画集 私家版 1985
- 君子笑変 漫画家たちの昭和史 新潮社 1986
- 美女咆哮 境田昭造漫画集　私家版 1987
- 佳人革命 私家版 1988